# シャイロックの子供たち
『シャイロックの子供たち』（シャイロックのこどもたち）は、池井戸潤による日本のミステリ、経済小説。金融・営業専門誌『近代セールス』（近代セールス社）2003年4月1日号から2004年2月15日号にかけに第6話まで連載されたのち、第7話から第10話までの書下ろしを加え、2006年1月30日に文藝春秋から単行本が刊行された。2008年11月10日には文庫化された。
とある銀行の小さな支店で発生した、現金紛失事件に端を発する行員失踪とその裏にある不正を描く群像劇。
タイトルに使われているシャイロックは、シェークスピアの戯曲「ヴェニスの商人」に登場する強欲な金貸しのことを指す。
2022年10月にテレビドラマ化され、2023年に映画化された。

## 概要
池井戸が「その後の小説の書き方を決定づけた記念碑的な一冊」と明言する、作家人生の転機として位置付ける作品であり、累計発行部数は2022年5月時点で50万部を突破した。

## 登場人物

### 東京第一銀行・長原支店
古川一夫（）
副支店長。自身の出世のため、部下にパワハラを働く。
西木雅博（）
営業課・課長代理。部下からの信頼が厚い行員。
北川愛理（）
女性行員。現金紛失事件で犯人として疑われる。
滝野真（）
常に成績トップの業務課のエース行員。

## 書誌情報
- 池井戸潤『シャイロックの子供たち』
  - 単行本：2006年01月30日発売、文藝春秋、ISBN 978-4-163-24630-7
  - 文庫本：2008年11月10日発売、文春文庫、ISBN 978-4-167-72803-8

## テレビドラマ
2022年10月9日から11月6日まで、WOWOWプライム・WOWOWオンデマンドの「連続ドラマW」枠にて放送・配信された。主演は井ノ原快彦。

### キャスト（テレビドラマ）

#### 主要人物（テレビドラマ）
西木雅博
演 - 井ノ原快彦
東京第一銀行・長原支店営業課 課長代理。出世街道を外れるが、ムードメーカーで部下には慕われている。ある日突然失踪する。
北川愛理
演 - 西野七瀬
長原支店営業課。雅博の直属の部下。長原支店内の現金100万円紛失事件で犯人と疑われる真面目な女性行員。父が亡くなっており、家計を助けるため家に給料の半分を入れている。仕事ができるため、総合職を目指している。
滝野真
演 - 加藤シゲアキ
長原支店業務課 課長代理。支店内でエースと目される、常に成績トップで公私共に順調。
竹本直樹
演 - 三浦貴大
長原支店融資課 課長代理。雅博の後輩。過去の出来事から、出世コースを外れている。元高校球児で高卒入行組。
坂井寛
演 - 玉山鉄二
東京第一銀行本部の人事部調査役。長原支店の現金紛失事件を追い始める。

#### 東京第一銀行・長原支店（テレビドラマ）
九条馨
演 - 前川泰之
支店長。検査部出身のエリートで、策略家の面を持つ。
古川一夫
演 - 萩原聖人
副支店長。父が早くに亡くなり高卒で入行した苦労人だが、業績のためならパワハラも辞さない人物。
所ヒカル
演 - 吉田志織
愛理の後輩行員。
半田麻紀
演 - 早見あかり
愛理の先輩行員。
三木哲夫
演 - 矢野聖人
業務課の行員。愛理の恋人。実家が裕福。
小山徹
演 - 森永悠希
融資課の行員。父は会計事務所の代表で裕福な家庭で育っている。
松岡健造
演 - 永野宗典
融資課行員。
田中
演 - ゆかわたかし
出納係。
高島勲
演 - 伊東孝明
課長。
水原悦子
演 - 安藤聖
課長代理。
鹿島
演 - 平原テツ
業務課 課長。
谷川吉乃
演 - 山口紗也可
行員。
佐藤奏
演 - 彩羽
行員。
君島恵美
演 - 小山めぐみ
行員。
遠藤遥香
演 - 江村あかり
行員。
斎藤理子
演 - 森林永理奈
行員。

#### 東京第一銀行（テレビドラマ）
黒田道春
演 - 水橋研二
検査部次長。坂井から相談を受け、長原支店の検査に訪れる。
富永孝弘
演 - 宮川一朗太
人事部長。坂井の上司。
河野彰彦
演 - 窪塚俊介
坂井の同期で親友だったが、3年前に自死を選ぶ。
羽仁
演 - 戸田昌宏
赤坂支店 支店長。西木雅博の以前の上司。
木原勤
演 - 坂本直季
赤坂支店。
吉野
演 - 吉岡睦雄
相模大野支店。

#### 西木雅博の家族（テレビドラマ）
西木妙子
演 - 映美くらら
雅博の妻。元銀行員。
西木美香
演 - 宝辺花帆美
雅博の娘。
西木雅則
演 - 木村優来
雅博の息子。
西木良介
演 - 髙橋洋
雅博の兄。

#### 滝野真の家族（テレビドラマ）
滝野奈緒子
演 - 吹越ともみ
真の妻。
滝野翔
演 - 川原瑛都
真の息子。
滝野実
演 - 本田清澄
真の父。

#### 竹本直樹の家族（テレビドラマ）
竹本果穂
演 - 中上サツキ
直樹の妻。
竹本大樹
演 - 石塚錬
直樹の息子。

#### 周辺人物（テレビドラマ）
大城田正隆
演 - 水田信二（和牛）
竹本直樹が融資を担当する「大城田工業」の社長。嫌味な性格。
伊島宗広
演 - 橋本じゅん
滝野真が担当する融資先の「伊島工業」社長。年商80億円の優良企業。
河野晴子
演 - 小橋めぐみ
自殺した河野彰彦の妻。

### スタッフ（テレビドラマ）
- 原作 - 池井戸潤『シャイロックの子供たち』（文春文庫刊）
- 脚本 - 前川洋一
- 監督 - 鈴木浩介
- 音楽 - 木村秀彬
- ヘアメイク - 西村佳苗子
- 企画・プロデュース - 青木泰憲
- プロデューサー - 廣瀬眞子、内丸摂子
- 製作 - WOWOW、東阪企画

### 放送日程
| 各話     | 放送日   |
| -------- | -------- |
| episode0 | 10月09日 |
| episode1 | 10月16日 |
| episode2 | 10月23日 |
| episode3 | 10月30日 |
| episode4 | 11月06日 |

- 初回無料放送のepisode0は、ドラマ本編の登場人物たちの背景や、現金紛失事件、行員失踪事件を深堀りするダイジェスト放送。

| WOWOW 連続ドラマW 日曜オリジナルドラマ   | WOWOW 連続ドラマW 日曜オリジナルドラマ             | WOWOW 連続ドラマW 日曜オリジナルドラマ |
| 前番組                                   | 番組名                                             | 次番組                                 |
| ---------------------------------------- | -------------------------------------------------- | -------------------------------------- |
| 鵜頭川村事件 （2022年8月28日 - 10月2日） | シャイロックの子供たち （2022年10月9日 - 11月6日） | 両刃の斧 （2022年11月13日 - 12月18日） |

## 漫画
文春オンラインにて、2022年12月8日から2023年2月9日まで、よしおかちひろ作画で漫画が連載された。

### 書籍情報（漫画）
- 池井戸潤（原作）、よしおかちひろ（作画）『シャイロックの子供たち』文藝春秋、全1巻
  1. 2023年2月9日、ISBN 978-4-16-090142-1

## 映画
2023年2月17日に公開された。主演は阿部サダヲ。同じく池井戸原作の映画『空飛ぶタイヤ』で監督を務めた本木克英を始めとした同作のメインスタッフが再集結し、小説やドラマ版と異なる映画独自のキャラクターが登場する完全オリジナルストーリーで展開される。
原作の池井戸潤が、ツバキミチオの変名で脚本を務め、第47回日本アカデミー賞優秀脚本賞を受賞している。

### あらすじ （映画）
物語は、東京第一銀行本部検査部次長を務める黒田道春が妻と『ヴェニスの商人』の舞台を観劇し、「金は返せばいいってもんじゃないんだ」と自らの過去を回想する独白から始まる。黒田は支店員時代、ATMから現金を持ち出し、週末の競馬に使って大勝し、持ち出した分をATMに戻すという不正を働いたことがあった。ATMに戻す際に検査部の行員に目撃されるが、ATMの検査作業をしていたと説明しその場は事なきを得た。
長原支店営業課相談グループ課長代理の西木雅博は、倒産した兄の事業の連帯保証人になっていたために、ヤミ金業者への借金500万円を含む総計2億円もの負債を抱え、家族を守るために妻と書類上離婚、別居状態にあった。自己破産や夜逃げを検討しつつ同支店で勤務する西木の元に、飲み友達の沢崎肇が相続の相談にやって来る。沢崎が所有する不動産はどれも問題を抱えた物件ばかりで、中でも設計時の耐震偽装に気づかず購入したオフィスビルが最たる問題物件であった。
同じ頃、長原支店お客様一課課長代理の滝野真は、以前務めていた赤坂支店で担当していた不動産会社赤坂リアルターの社長・石本浩一から、実体のない住宅建設会社江島エステートの名前を利用した架空融資を持ちかけられる。石本によれば、本来、赤坂リアルターが整備した土地に江島エステートが住宅を建てるという2社共同20億円規模の事業計画であったところ、江島エステート社長の江島宗弘が会社オフィスと関連書類だけを残して失踪したのだという。そこで石本は江島に成りすまし、東京第一銀行から江島エステートへ10億円の融資を取り付けて事業を軌道に乗せ、宅地を売り抜けた後に融資額を返済するという計画を立て、以前から関係のあった滝野を協力者として巻き込んだのであった。当時の長原支店は営業成績不振に陥り行内でのパワハラが横行、営業担当行員らは副支店長・古川一夫の締め上げのもと早急に成果をあげることが求められていた。この圧力に耐えかねた滝野は江島エステートの融資案件を稟議に上げることを決意する。
長原支店長九条馨直々による江島（石本）との面談を経て、江島エステートへの融資稟議は支店から銀行本部に上げられ、無事本部承認が下りた。融資が開始され3か月が経った頃、滝野は石本から融資利払いの立替えを依頼される。融資額は既にほぼ底を尽き、利払いの今月分100万円が足りないというのである。滝野は長原支店内でお客様二課の田端洋司が担当する現金集配のために用意された900万円の紙袋を偶然床に落としてしまい、これを拾ったときに魔が差し、札束から100万円を抜き取って江島エステートへの振込みに使用してしまう。
現金100万円紛失はすぐに発覚し、支店を上げての捜索が行われる。営業課相談グループ課長代理の西木と同相談グループの北川愛理は当日分のゴミ袋を開けて捜索するが、その最中に西木が滝野の捨てた江島エステートへの振込用紙を発見する。滝野が休憩所に落とした帯封が北川のロッカーにあったバッグから発見され疑いの目が向けられるも、西木の擁護もあり不問となる。九条支店長の提案により、100万円は九条、古川、西木、お客様一課課長鹿島昇の4人のポケットマネーから持ち出しで補填され、この現金紛失事故は表向きには解決された。
滝野から江島エステートへの郵便物が不達となったことをきっかけとして江島エステートおよび江島社長の失踪が発覚する。江島（石本）は滝野に「新オフィスへの移転のために一時的にアパートに住所を移している」と説明していたが、そのアパートには入居しておらず、完全に消息不明となっていた。江島エステートの口座には30万円しか残っておらず、10億円の融資踏み倒しという重大事件に発展。長原支店に本部検査部からの検査が入ることになる。
本部検査部の黒田、補佐の堂島俊介は検査中に100万円紛失事故の経緯を知り、さらに九条ら役員の個人口座の明細から紛失分補填の不正を看破する。黒田は九条・古川両名を追及するが、九条が黒田に持ちかけた取引により真相は隠蔽、長原支店への検査も早々に終了となる。実はかつて黒田が現金持ち出しの不正を働いた際、ATM室で現金補充の様子を目撃した行員は検査部時代の九条であり、この弱みを元に隠蔽取引を行ったのである。
西木は検査資料として広げられた書類の中にあった江島エステートの印鑑証明が偽造であることに気づく。偽造書類、100万円の振込用紙、江島エステートが移転したアパートの入居者名義といったヒントから、西木、北川、田端らは架空融資事件の真相に近づいていく。
赤坂支店時代、石本を顧客として銀行に紹介したのは九条であった。また、滝野は石本から融資の謝礼として1000万円の裏金を受け取った過去があった。九条は最初から石本と繋がっており、まず滝野を長原支店に異動させ、石本から過去の弱みをネタに融資の話を持ちかけさせた。さらに同時に支店内で営業圧力をかけ、自らも支店長として稟議を通すよう働きかけることで架空融資を実現させ、石本と共に巨額の現金を得たのである。九条はかつて競馬に財産を浪費したことが原因で離婚しており、今も養育費の支払いに追われているのであった。
滝野に真相を明かした西木は、九条と石本への仕返しを計画する。沢崎が所有する耐震偽装のビルを石本に売りつけるのである。西木は、所有者の沢崎が病気で先が短く、早めに売却したいために15億円の安値をつけていると偽って長原支店に同ビルの不動産案件を提案した。これに九条が目をつけ、西木の目論見通り買い手として石本を紹介した。九条は石本に、同ビルを賃貸運用しても良いし、すぐに売却すれば20億円は下らないと話した。同ビルを設計、耐震偽装を施した設計士の枝幸秀夫が罪の意識から警察に自首するという計画失敗の危機が迫る中、不動産売買契約は成立し、石本から沢崎へ15億円の振込が行われた。九条と石本は行きつけのクラブ「シリウス」で祝宴を上げるが、そこに枝幸が耐震偽装で逮捕されたニュースが舞い込むのであった。沢崎は西木に謝礼として3億円を支払い、西木は借金を完済した。
滝野は妻と息子、ちょうどこの頃妻に宿った第2子への想いから自らの不正を明るみにする決意を固め、本部の黒田に全てを告発した。黒田もこれを自らの過去を精算するチャンスと捉え、九条に決別の意思を伝える。一連の顛末が明らかとなったことで滝野、九条、石本の3名は逮捕され、それからすぐに西木は銀行を去り、連絡がつかなくなった。
2年後、刑期を終えて出所した滝野を妻と息子、生まれたばかりの2人目の子供が出迎えた。また、黒田は銀行を辞め小売店で働いていた。北川と田端は2人で『ヴェニスの商人』の舞台を観劇するため劇場がある商業ビルで待ち合わせるが、そこで北川はエレベーターで降りてくる西木の姿を偶然目撃するのであった。

### キャスト（映画）

#### 東京第一銀行長原支店（映画）
- 西木雅博（営業課相談グループ 課長代理） : 阿部サダヲ
- 北川愛理（営業課相談グループ） : 上戸彩[3]
- 田端洋司（お客様二課） : 玉森裕太[3]
- 九条馨（支店長） : 柳葉敏郎[3]
- 古川一夫（副支店長） : 杉本哲太[3]
- 滝野真（お客様一課 課長代理） : 佐藤隆太[3]
- 鹿島昇（お客様一課 課長） : 渡辺いっけい[28]
- 遠藤拓治（お客様一課 課長代理） : 忍成修吾[28]
- 高島勲（営業課 課長） : 近藤公園[28]
- 半田麻紀（お客様二課） : 木南晴夏[28]
- 松岡建造（お客様二課 課長） : 西村直人[28]
- 所ヒカル（営業課） : 中井千聖[28]

#### 東京第一銀行（映画）
- 黒田道春（本部検査部 次長） : 佐々木蔵之介[3]
- 堂島俊介（本部検査部） : 安井順平[29]

#### 銀行の客（映画）
- 沢崎肇（西木雅博の飲み友達） : 柄本明[3]
- 石本浩一（江島エステート代表取締役 江島宗広を名乗る） : 橋爪功[3]

#### 銀行員の家族（映画）
- 滝野真の妻 : 酒井若菜[28]
- 滝野翔（滝野真の息子） : 斎藤汰鷹[28]
- 黒田道春の妻 : 森口瑤子[28]

#### 舞台俳優（映画）
- シャイロック : 吉見一豊[28]

#### その他（映画）
- オカザキ（司法書士） : 前川泰之[28]
- 枝幸秀夫（沢崎が所有するビルの設計士） : 徳井優[28]
- 吉田久美[28]

### スタッフ（映画）
- 原作：池井戸潤『シャイロックの子供たち』（文春文庫刊）
- 監督：本木克英
- 脚本：ツバキミチオ[27]
- 音楽：安川午朗
- 主題歌：エレファントカシマシ「yes. I. do」（ユニバーサルシグマ）[30]
- エグゼクティブプロデューサー：吉田繁暁、三輪祐見子
- プロデューサー：矢島孝、石田聡子
- 共同プロデューサー：中川慎子
- 撮影：藤澤順一
- 照明：志村昭裕
- 美術：西村貴志
- 録音：栗原和弘
- 編集：川瀬功
- 装飾：中村聡宏
- スクリプター：丹羽春乃
- 衣装：丸山佳奈
- ヘアメイク：西村佳苗子
- VFXスーパーバイザー：浅野修二
- 音響効果：堀内みゆき
- 音楽プロデューサー：高石真美
- 宣伝プロデューサー：松浦由里子
- 助監督：向井澄
- 製作担当：前場恭平
- プロダクションマネージャー：岩田均
- ラインプロデューサー：山田彰久
- 制作プロダクション：松竹撮影所
- 制作協力：松竹映像センター
- 企画・配給：松竹[28]
- 製作：映画「シャイロックの子供たち」製作委員会（松竹、テレビ朝日、朝日放送テレビ、オフィスIKEIDO、GYAO、朝日新聞社、文藝春秋、コロナワールド、トーハン、イオンエンターテイメント、松竹ブロードキャスティング、メ〜テレ、北海道テレビ放送、九州朝日放送）

### 受賞（映画）
- 第47回日本アカデミー賞[27]
  - 優秀脚本賞（ツバキミチオ〈池井戸潤〉）
  - 優秀主演男優賞（阿部サダヲ）
  - 優秀助演女優賞（上戸彩）